# Zachar Olejnik
Zachar Fiodorowicz Olejnik (ros. Захар Фёдорович Олейник, ur. 1905, zm. 16 października 1951 w Moskwie) – radziecki polityk.

## Życiorys
Po ukończeniu w 1924 zawodowej szkoły rolniczej został agrotechnikiem w sowchozie w obwodzie dniepropietrowskim, 1925-1930 studiował w Charkowskim Instytucie Rolniczym, po czym został starszym agronomem w obwodzie dniepropietrowskim, później dyrektorem technicznym sowchozu im. Dzierżyńskiego w obwodzie kijowskim i głównym agronomem kijowskiego obwodowego oddziału rolniczego. Od 1938 należał do WKP(b), 1939-1941 był I zastępcą przewodniczącego Komitetu Wykonawczego Kijowskiej Rady Obwodowej, 1941-1943 pracował przy Radzie Wojennej Froncie Południowo-Zachodnim, a w czerwcu 1943 został członkiem Rady Wojennej 38 Armii 1 Frontu Ukraińskiego w stopniu pułkownika. W listopadzie 1943 wrócił do działalności politycznej jako przewodniczący Komitetu Wykonawczego Kijowskiej Rady Obwodowej (do 17 maja 1950), jednocześnie od marca 1947 był zastępcą przewodniczącego Prezydium Rady Najwyższej Ukraińskiej SRR, 28 stycznia 1949 wszedł w skład KC KP(b)U. Od 1950 do stycznia 1951 był słuchaczem kursów przy KC WKP(b), po których 4 stycznia 1951 objął stanowisko II sekretarza Komitetu Obwodowego WKP(b) w Moskwie.

## Odznaczenia
- Order Lenina (dwukrotnie, 1943 i 1948)
- Order Wojny Ojczyźnianej I klasy (1944)
- Order Czerwonego Sztandaru Pracy (7 lutego 1939)